# Tiv (ilustradora)
Tiv (n. Seúl, Corea del Sur; 25 de febrero de 1981) es una artista e ilustradora de manga surcoreana, mayormente popular por ser la ilustradora del manga Masamune-kun no Revenge.
Es graduada de la Universidad de Corea. Desde 2005, se convirtió en ilustradora freelance y debutó como artista de manga (técnicamente artista de manhwa, ya que era una historieta coreana, no japonesa) con Annyeong. En 2010, se mudó a Japón y vive en la prefectura de Saitama.

## Trabajos

### Manga
- Annyeong! -We are Peanuts- (2007-2009, Futabasha)
- Bokura wa Minna Ikiteiru! (2010-2012, Ichijinsha)
- Heaven's Memo Pad - Hikaru Sugii (2010-2012, Dengeki Daioh)
- Komori Quintet! - Hikaru Sugii (2013-2015, Dengeki Daioh)
- Masamune-kun no Revenge - Hazuki Takeoka (2012-2018, Comic Rex)
- School! Scoop? (2012-2013, SD&GO!)
- Masamune-kun no Revenge: After School - Hazuki Takeoka (2018-2019, Comic Rex)
- Masamune-kun no Revenge: Engagement - Hazuki Takeoka (2023, Comic Howl)

### Anime
- Eromanga Sensei (Solo Sagiri)

### Novela Ligera
- Ao Haru! - Shun Uchida (2012, MF Bunko J)[8]
- Azukete! Jikan Ginkō-cho - Nobuki Itō (2009, Sneaker Bunko)
- Hiru mo Yoru mo, Ryōte ni Akujo-cho - Iko Torimura (2011, Gagaga * Bunko)[9]
- Ima, N Kaime no Kanojo - Garu Kobayashi (2016, Fujimi Shobo)
- Inutsuki-san - Yōsuke Karabe (2009, Square Enix)
- Manga no Kami-sama - Ikko Sono (2015–present, Dengeki Bunko)
- Masamune-kun no Revenge - Hazuki Takeoka (2013 y 2016, Ichijinsha Bunko)

### Diseño de personajes
- Idol Incidents
- Two Car